# Expoobident
Expoobident è un album di Lee Morgan, pubblicato dalla Vee-Jay Records nell'agosto 1961. Il disco fu registrato il 14 ottobre 1960 all'Universal Recording Studios di Chicago, Illinois (Stati Uniti).

## Tracce
Lato A
1. Expoobident – 5:00 (Eddie Higgins)
2. Easy Living – 5:57 (Leo Robin, Ralph Rainger)
3. Triple Track – 5:01 (Lee Morgan)

Lato B
1. Fire – 4:50 (Wayne Shorter)
2. Just in Time – 3:32 (Betty Comden, Adolph Green, Jule Styne)
3. The Hearing – 3:39 (Cliff Jordan)
4. Lost and Found – 3:34 (Cliff Jordan)

Edizione CD del 1992, pubblicato dalla Vee-Jay Records NVJ2-901
1. Expoobident – 4:58 (Eddie Higgins)
2. Easy Living – 5:54 (Leo Robin, Ralph Rainger)
3. Triple Track – 4:59 (Lee Morgan)
4. Fire – 4:47 (Wayne Shorter)
5. Just in Time – 3:31 (Betty Comden, Adolph Green, Jule Styne)
6. The Hearing – 3:34 (Clifford Jordan)
7. Lost and Found – 3:31 (Clifford Jordan)
8. Expoobident (Take 8) – 5:05 (Eddie Higgins) – Bonus Track
9. Triple Track (Take 16) – 5:08 (Lee Morgan) – Bonus Track
10. Fire (Take 8) – 5:02 (Wayne Shorter) – Bonus Track
11. Just in Time (Take 11) – 5:44 (Betty Comden, Adolph Green, Jule Styne) – Bonus Track[3]

## Musicisti
- Lee Morgan - tromba
- Cliff Jordan - sassofono tenore (tranne brano: Easy Living)
- Eddie Higgins - pianoforte
- Art Davis - contrabbasso
- Art Blakey - batteria